# Astrocalyx calycina
Astrocalyx calycina är en tvåhjärtbladig växtart som först beskrevs av S.Vidal, och fick sitt nu gällande namn av Elmer Drew Merrill. Astrocalyx calycina ingår i släktet Astrocalyx och familjen Melastomataceae. Inga underarter finns listade i Catalogue of Life.